# ستين سامويلسون
ستين سامويلسون (بالسويدية: Sten Samuelson)‏ هو مهندس معماري سويدي، ولد في 30 أبريل 1926 في انجلهولم في السويد، وتوفي في 4 يوليو 2002 في مونترو في سويسرا.